# Dschabra Ibrahim Dschabra
Dschabra Ibrahim Dschabra (جبرا إبراهيم جبرا, Ǧabrā Ibrāhīm Ǧabrā; * 1920 in Betlehem, Palästina; † 1994 in Bagdad, Irak) war ein palästinensischer Schriftsteller.

## Biografie
Dschabra Ibrahim Dschabra stammt aus einer christlichen Familie und verbrachte seine Kindheit in Betlehem, seine Jugend in Jerusalem. 1939 erhielt er ein Stipendium für ein Studium in England. Er studierte zuerst in Exeter, dann in Cambridge bis 1934 englische Literatur.
„Der zionistische Terror veranlasste seine Familie, 1948 nach Betlehem zurückzugehen“.
Kurz darauf ging er ins Exil in den Irak und unterrichtete an einer Universität in Bagdad. Später ging er in die USA und unterrichtete in Harvard und Berkeley. Er arbeitete in der Informationsabteilung der irakischen Erdölgesellschaft. Er heiratete in Bagdad und lebte dort bis zu seinem Tod. Einer seiner Söhne lebt in den USA, der andere in Neuseeland.

## Bedeutung
Dschabra Ibrahim Dschabra ist ein wichtiger arabischer Dichter und Schriftsteller. Neben seinen Gedichten und Romanen verfasste er zahlreiche Übersetzungen aus dem Englischen ins Arabische, darunter von Samuel Becketts Warten auf Godot, William Faulkners Schall und Wahn, Oscar Wildes Der glückliche Prinz und andere Märchen sowie zahlreiche Werke von William Shakespeare, darunter Hamlet, König Lear, Macbeth, Coriolanus, Der Sturm und Was ihr wollt, dazu literaturwissenschaftliche Sekundärliteratur.

## Werke (Auswahl)
- Tammūz fī al-madīnah (Tammūz in der Stadt). 1959.
- Al-ḥurrīyah wa-at-tūfān. 1960.
- Hunters in a Narrow Street. 1960.
- Al-madār al-muġlaq (Der geschlossene Kreis). 1964.
- Ar-riḥlah aṯ-ṯāminah. 1967.
- As-safīnah (Das Schiff). 1970.
  - Französische Übersetzung: Le navire. Presses de l'UNESCO, 1997. ISBN 9232033720. Arcantères, 1999. ISBN 2843420008.
  - Englische Übersetzung von Adnan Haydar und Roger Allen: The Ship. Three Continents, 1985. ²1995, ISBN 0894103296.
- ‘Araq wa-qiṣaṣ uḫrā (‘Araq und andere Erzählungen). 1974.
- Ṣarāḫ fī layl ṭawīl (Ein Schrei in einer langen Nacht). 1974.
- Ǧawād Sālim wa-nuṣb al-ḥurrīyah.
- An-nār wa-al-ǧawhar. 1975.
- Al-baḥṯ ‘an Walīd Mas‘ūd (Die Suche nach Walīd Mas‘ūd). 1978.
  - Englische Übersetzung von Roger Allen und Adnan Haydar: In Search of Walid Masoud. Syracuse University Press, 2000, ISBN 081560646X.
- Yanābi‘ ar-ru’yā. 1979.
- Law’at aš-šams (Das Brennen der Sonne). 1981.
- ‘Ālam bi-lā ḫarā’iṭ (Eine Welt ohne Karten). 1982. Gemeinsam mit Abd ar-Rahman Munif.
- Al-ġuraf al-uḫrā (Die anderen Räume). 1986.
  - Deutsche Übersetzung von Heiko Wimmen: Das vierzigste Zimmer. Lenos, Basel, 1999, ISBN 3-85787-277-2
- Al-bi’r al-ūlā (Der erste Brunnen). 1987.
  - Deutsche Übersetzung von Kristina Stock: Der erste Brunnen. Eine Kindheit in Palästina. Lenos, Basel, 2001, ISBN 3857876611.
- Malik aš-šams (Der König der Sonne). 1988.
- The Grass Roots of Iraqi Art. Wasit Graphic, 1983.
  - Deutsche Übersetzung: Die erste Sprache der Welt. Moderne irakische Kunst. Diwan, Berlin, 2004, ISBN 3000150889.